# Invocação do Espírito Santo
Invocação do Espírito Santo é uma oração católica. É derivada do Hino em Latim Veni Creator Spiritus, e apresenta ao menos três diferentes versões, em função de variações da tradução do texto original.

## Versão 1
Corresponde à primeira parte da Novena de Pentecostes:
Vinde, Espírito Santo, enchei os corações dos Vossos fiéis e acendei neles o fogo do Vosso Amor.
Enviai, Senhor, o Vosso Espírito e tudo será criado e renovareis a face da Terra.
Ó Deus, que instruístes os corações dos Vossos fiéis com a luz do Espírito Santo, fazei que apreciemos retamente todas as coisas segundo este mesmo Espírito e gozemos da Sua consolação.
Por Cristo Nosso Senhor
Amém

## Versão 2
Corresponde à primeira parte da Novena do Breve do Espírito Santo:
Vem, Espírito Santo, enchei os corações de teus fiéis e acende neles a chama de teu amor.
Ó Deus, que com a luz do Espírito Santo iluminas os corações de teus fiéis, concedei-nos que guiados pelo mesmo Espírito, desfrutemos do que é reto e tenhamos sua alegria celestial.

## Versão 3
Provavelmente mais antiga que as demais, corresponde à tradução do Latim usado pelas Cônegas de Santo Agostinho no início do século XX:
Vinde, Espirito Santo, enchei os corações de Vossos Fiéis
E neles acendei o fogo sagrado de Vosso Amor
Enviai o Vosso Espírito, Senhor, e que tudo seja criado,
E assim renovareis a face da Terra.
Ó Deus, que iluminastes os corações de Vossos fiéis com as luzes do Espírito Santo,
Dai-nos pelo mesmo Espírito o dom da verdadeira sabedoria
E de sempre gozar de Sua consolação.
Pelo mesmo Cristo Nosso Senhor,
Assim seja.